# آبشار تیراتگاری
آبشار تیراتگاری (به انگلیسی: Teerathgarh Falls) آبشاری است که در چتیسگر، هند واقع شده و ارتفاع کلی ریزشگاه آن ۹۱ متر (۲۹۹ فوت) است.